# Place des Buisses
La place des Buisses est un espace public urbain de la commune de Lille dans le département français du Nord en région Hauts-de-France.

## Situation et accès
La place des Buisses est située dans le quartier de Lille-Centre et bordée au sud par la gare annexe de Lille-Flandres.
Elle est desservie par la station de métro souterraine Gare Lille-Flandres et par un pôle multimodal, point de départ de nombreuses lignes de bus Ilévia.

## Origine du nom
La place tire son nom du passage, à l’emplacement de la rue des Buisses, de conduites en plomb, les « buisses» qui amenaient dans la ville de Lille, l’eau de la Chaude Rivière captée à Fives. Cette alimentation de la ville en eau potable distribuée par plusieurs fontaines est créée par l’échevinage de Lille en 1285.

## Historique

### Emplacement avant la création

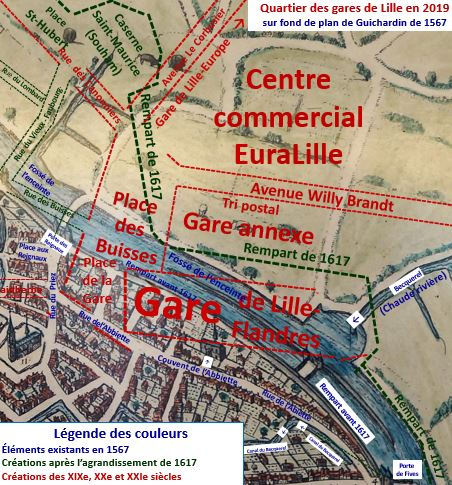
Quartier de la gare sur fond de plan Guichardin de 1567

La place des Buisses est située sur le territoire de l'agrandissement de la ville de Lille de 1617 entre l'enceinte médiévale établie autour de 1200 qui englobait les paroisses de Saint-Maurice et de Saint-Sauveur et le rempart construit de 1617 à 1622 démantelé à la fin des années 1930. Cette partie de l'agrandissement de 1617 était comprise dans la paroisse Saint-Maurice. Le rempart construit en 1617-1622 était assez proche à cet endroit de l'enceinte médiévale qu'il rejoignait à la porte de Fives remplacée en 1670 par la porte de Tournai à proximité. Ces portes étaient situées approximativement à l'emplacement de la Cité administrative.
Le tracé du rempart médiéval et de son fossé passe au nord de la place de la Gare et traverse la gare de Lille-Flandres établie sur l'ancienne caserne des Buisses qui avait été en grande partie construite en 1699 sur le terrain de cette enceinte, à l'arrière de la rue de l'Abbiette, actuelle rue de Tournai.

### De sa création aux années 1950
Sa création est liée à celle de la gare de Lille construite en 1846 à l’emplacement de l’ancienne caserne des Buisses.
La place est aménagée à l’extrémité de la rue des Buisses au bord du rempart de 1617-1622 par démolition de maisons contre la fortification, permettant un accès à la rue Sans Pavé. Cette place exiguë ne procurait qu’un dégagement insuffisant à la gare dont la façade était très proche des bâtiments de la rue Sainte-Marie-Madeleine. De plus, les communications vers le centre étaient malaisées par des rues étroites (rue des Buisses, rue à Fiens ou rue Sans pavé vers la Grand' Place).
Au cours des années 1860, l’accroissement du trafic rend nécessaire un réaménagement.
Une nouvelle  place est créée en 1869 devant la gare lors de sa reconstruction en 1867. Cette nouvelle place remplace l’ancienne place de la gare qui prend le nom de place des Buisses.
L’étroite cour de France en impasse  le long du rempart est remplacée vers 1870 par la rue des Casernes qui communique avec la rue des Elites et donne accès la caserne Souham. Cette rue est empruntée de 1908 à 1954 par la ligne 2 de la compagnie ELRT qui reliait la place des Buisses à Leers en traversant les fortifications pour rejoindre la rue Eugène Jacquet à l’emplacement de l’actuelle gare de Lille-Europe.

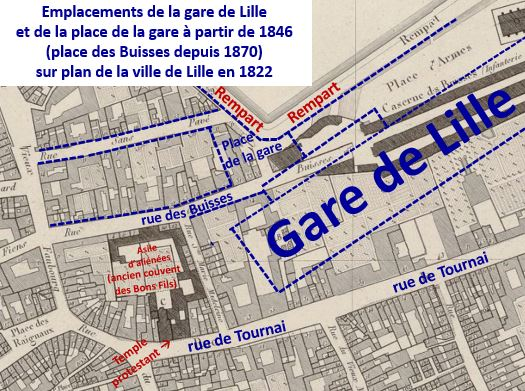
Emplacement de la place de la Gare créée en 1846 indiquée sur fond de plan de 1822
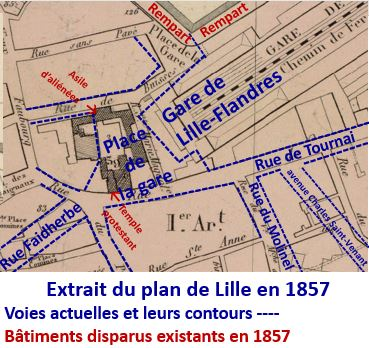
Place de la Gare sur plan de 1857
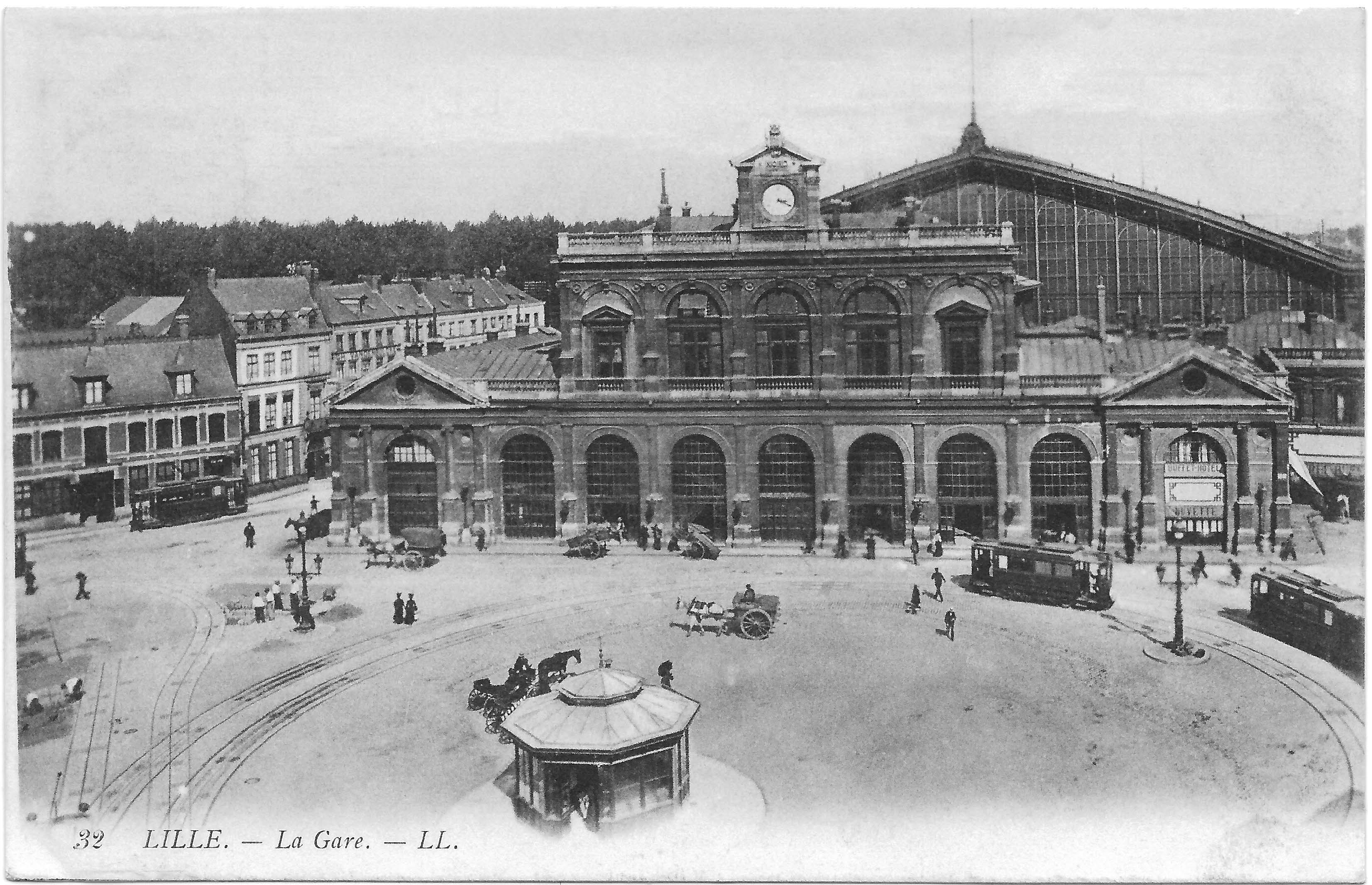
Entrée de la place des Buisses (à gauche de la photo) vers 1910 vue de la place de la gare. Les maisons à gauche de la photo sont détruites vers 1965

L’enceinte n’est démantelée derrière la gare qu’à la fin des années 1930, tardivement par rapport à la décision de 1919, et la place des Buisses limitée par ce rempart conserve son exiguïté jusqu’aux années 1950.

### L’agrandissement de la place à partir des années 1950
La démolition du rempart permet une extension de 6 voies de la gare en 1956 en bordure de la place des Buisses. L’espace dégagé sur les anciennes fortifications permet également la construction du tri postal et de l’héliport de Lille qui entre en service en 1953 avec 3 vols quotidiens vers Bruxelles. Cette liaison est arrêtée en 1963 et l’héliport est remplacé par une gare routière.
L’ilot entre la place de la Gare, la rue des Buisses et la rue Sans Pavé est rasé vers 1965 avec démolition de maisons du début du XVIIIe siècle ce qui dégage un espace triangulaire devant la gare annexe et la gare routière.
Dans les années 1980, l’ancien quartier populaire des Élites  compris entre la rue des Buisses, la rue du Vieux-Faubourg, la place Saint-Hubert et la place des Buisses est rasé. Cet ilot était constitué en grande partie de maisons anciennes des XVIIe siècle et XVIIIe siècle délabrées et abandonnées depuis les années 1960 dans l'attente de leur démolition. Ce quartier comprenait des courées parmi les plus insalubres où s'entassait au XIXe siècle une population ouvrière. La cour des Élites sur laquelle donnaient cinq courettes en cul-de-sac de 2 mètres de large qui existaient en 1695 était la plus sinistre. Un enquêteur y constate en 1887 «des misères indicibles».
À son emplacement, sont construits des immeubles de bureaux, notamment le siège de la banque Scalbert-Dupont devenue CIC Nord-Ouest. La rue des Canonniers est prolongée sur cet espace libéré de la rue de Roubaix jusqu’à la place des Buisses en passant devant la place Saint-Hubert.

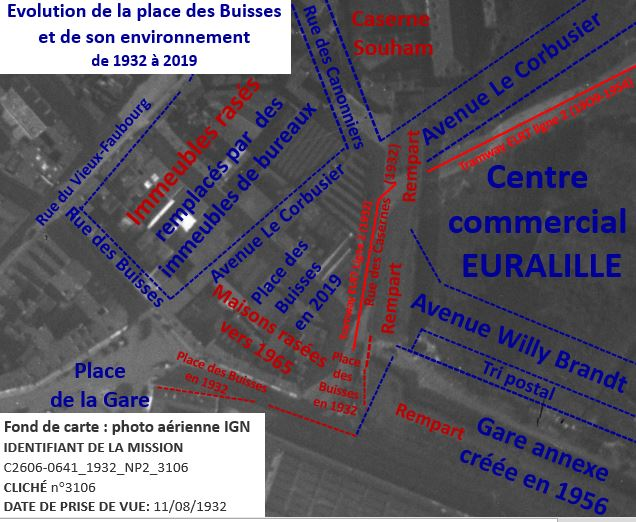
Évolution de la place des Buisses et de ses alentours depuis 1932
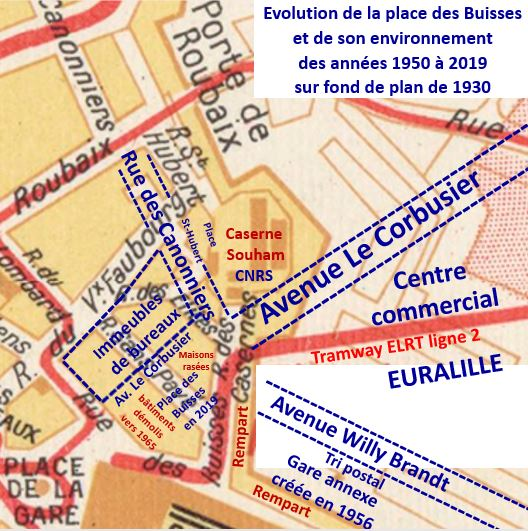
Place des Buisses sur fond de plan de 1930

## La place des Buisses auXXIesiècle
La voie longeant les immeubles de bureaux faisant face à la gare annexe est l’avenue Le Corbusier qui se prolonge jusqu’à la gare de Lille Europe.
La place est un lieu de passage au départ de la gare annexe de Lille-Flandres vers la gare de Lille-Europe, parcours piétonnier de 600 mètres par cette avenue ou par l'allée de Liège et la place François Mitterrand en contrebas.
Un pôle d’échange multimodal sur la place qui s’étend sur l’avenue Le Corbusier concentre une grande partie des stations  terminus des lignes de bus Ilévia. 
La place est à proximité immédiate du centre commercial EuraLille, du tri postal et  de l’ancienne caserne Souham.

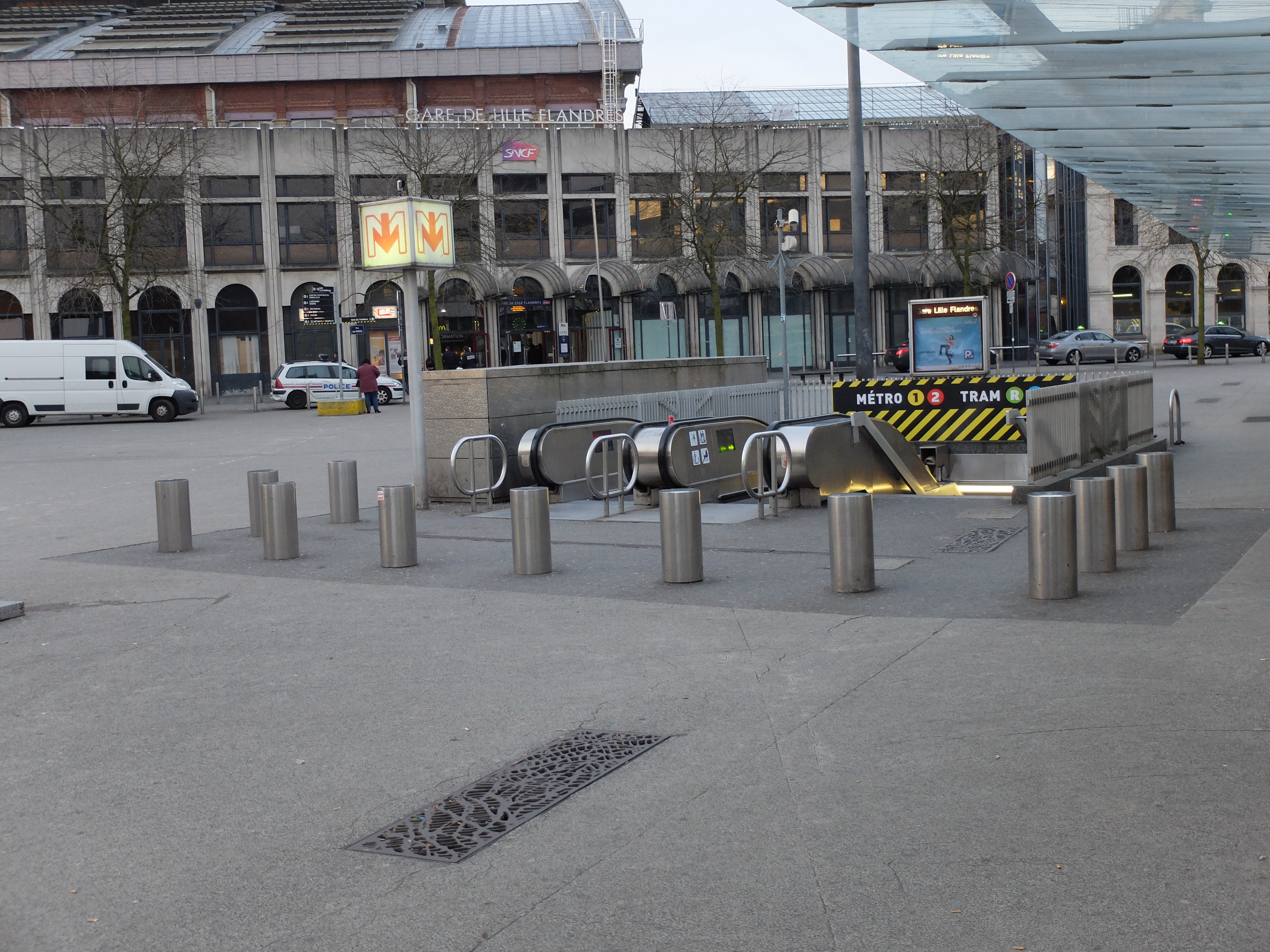
Accès au Métro Gare Lille-Flandres sur la place des Buisses
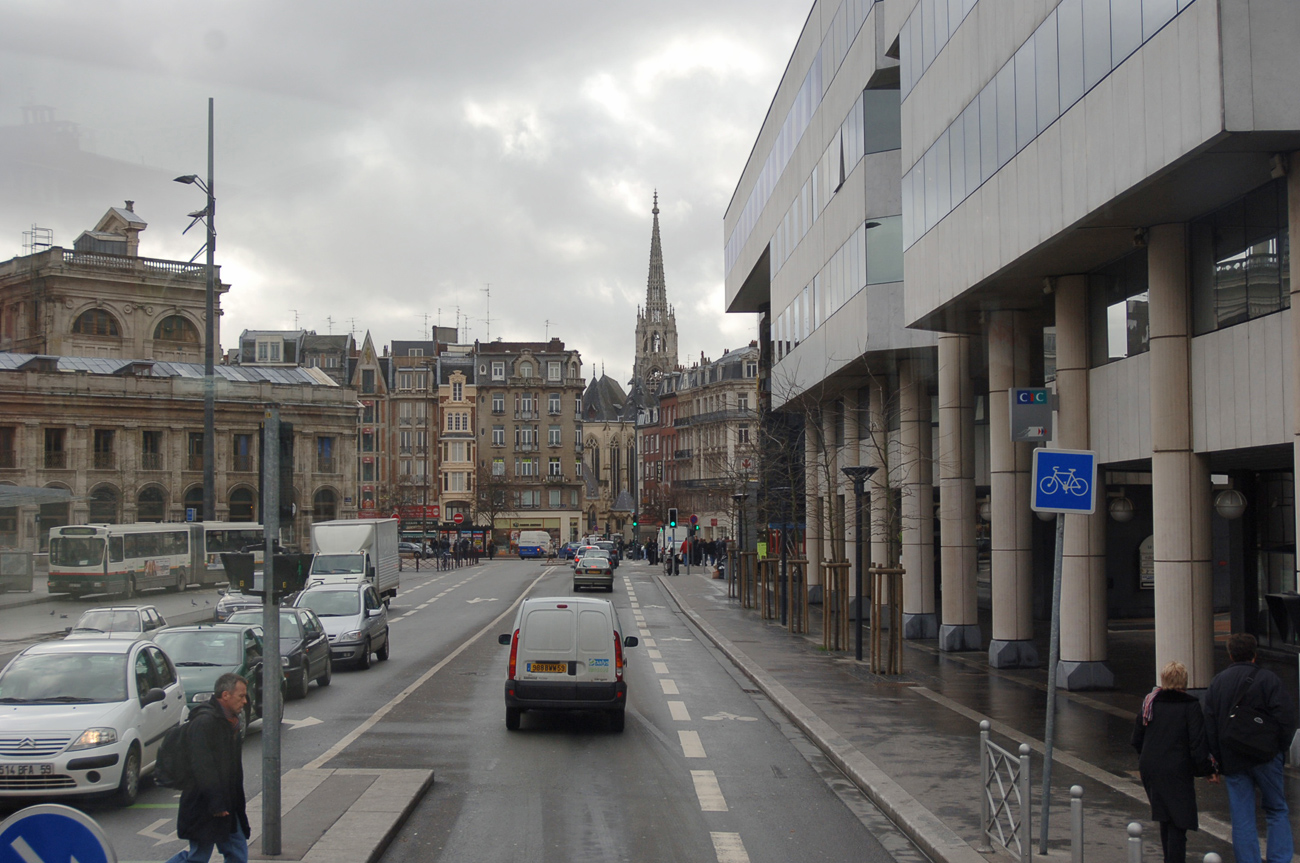
Place des Buisses en 2006 vue vers la place de la Gare. La partie à droite le long des immeubles de bureaux est l'avenue Le Corbusier
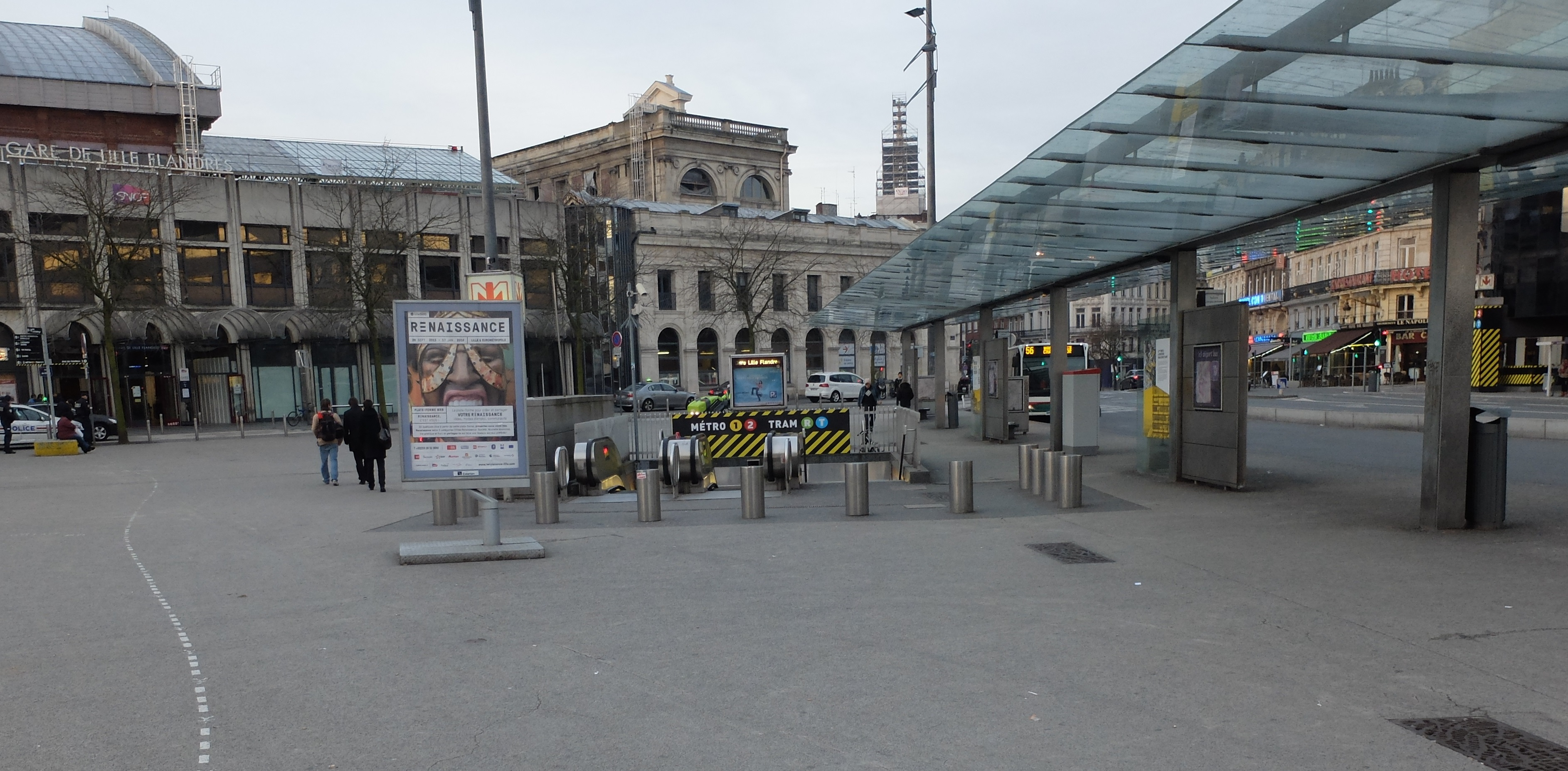
Gare annexe de Lille-Flandres et pôle multi-modal